# 賈繼之
賈繼之（？年—1525年），山西汾州（今汾陽市）人。明朝政治人物，官至戶部郎中。嘉靖初年，在“大禮議”中被廷杖，次年卒於官。

## 生平
為人寬厚謹慎。弘治十七年（1504年）甲子科舉人。正德九年（1514年）甲戌科三甲進士。授戶部主事，歷升員外郎、郎中。料理錢糧，一無所私。嘉靖三年（1524年），“大禮議”爆發。賈繼之參與左順門哭諫，被廷杖。次年卒於任。《汾陽縣志》有傳。

## 家族
曾祖父賈昱，祖父賈輔，曾任義官。父賈璇，弘治進士。

## 紀念
汾州城內義和廂曾有“父子進士坊”，爲紀念賈璇、賈繼之父子中式進士所立。清康熙四十七年重修。今已不存。